# Selettività (elettronica)
La selettività è in elettronica l'idoneità di un radioricevitore a selezionare trasmissioni di diverse lunghezze d'onda di valore prossimo fra loro. La grandezza in cui si misura la selettività di un risonatore è detta selettanza.
Solitamente si misura in decibel e nella maggior parte dei casi sono usati come filtri circuiti LC.